# ロスリーダー
ロスリーダー（英: loss leader、または単にリーダー）とはマーケティング用語の一つで、小売店において集客を目的として、採算を度外視して極めて価格が安く設定された商品を指す。ロスリーダーとされた商品の売上のみでは赤字になろうとも、来客は他の商品も伴わせて買うことでロスリーダーでの赤字を補填するという戦略がとられている。一般にロスリーダーとされる商品は、価格弾力性が高く単価が安くて大量販売をしやすい物である。日本の小売店では品質管理が難しい生鮮食品の赤字と引き換えに利幅の大きい衣料品で利益を出すという戦略が取られてきた。欠点としては補完的な商品が必要なことである。
より高利益の商品やサービスの販売を促進する手法である。販売促進・マーケティング戦略として、人気商品（リーダー）を低価格で販売し、顧客を引きつけることを目的とする。ロスリーダーの一つの使い方は、顧客を店舗に引き込み、他の商品を購入させることである。販売者は、顧客がロスリーダー商品とともに他の商品も購入し、それによる利益で全体として利益が得られることを期待している。「ロスリード」とは、将来的な他の商品・サービスの販売につなげるために、利益率の最低水準を下回る価格で提供される商品を指す。企業はロスリードや関連商品の収支を常に分析し、この戦略によって全体として損失が出ないよう監視する。

## 戦略
マーケティング研究者は、小売業者が利益への影響を評価する際に、価格プロモーションの直接的および間接的効果の両方を考慮すべきであることを示している。また、時間を考慮した精緻な分析も必要である。大幅な値引きは人々に大量購入（ストックパイル）を促し、長期的効果を損なう可能性がある。これはアソシエーションルール分析によって検討される。
自動車ディーラーがこの手法を用いる場合、少なくとも1台の車両を原価割れで提供し、その車両の全仕様（VINを含む）を公開しなければならない。ロスリーダー車両が売れた場合、販売員はより上位グレードの車をやや割引して販売しようと試みる。ロスリーダー車を逃した顧客は、他店でより良い条件を見つけることが難しいためである。
ロスリーダーは、特にダンピングキャンペーン中に、企業のマーケティング・販売戦略の重要な一部となり得る。

### 特徴
- ロスリーダーは店舗の奥など不便な場所に配置されることがある。顧客に他の高利益商品を通過させるためである。
- ロスリーダーは顧客が頻繁に購入する商品であり、通常価格を知っているため低価格が特価であると認識されやすい。
- ロスリーダーは希少、または購入制限（例：1人10点まで）が設けられ、買いだめや小規模事業者による大量購入を防ぐことがある。
- 果物・野菜・パンなど、一部のロスリーダー商品は腐敗しやすく、顧客による買いだめが難しい。
- 中には高級品を利益割れ価格で提供し、企業の格上げや「冷やかし客」誘致を目的とするものもある。例えば、質屋がハーレーダビッドソンのバイクを原価割れで陳列し、集客につなげるケースや、レストランが「サーフ・アンド・ターフ」特別メニューを用意する例がある。

典型的なロスリーダーには牛乳、卵、米などがある。多くの顧客はこれらを単独で購入するのではなく、追加の買い物を行うため、戦略として有効である。

## 事例

### レコード
『Warner/Reprise Loss Leaders』は、1970年代を通してワーナー・ブラザース・レコードがリリースしたプロモーション用コンピレーション・アルバムシリーズである。各アルバム（多くは2枚組）は、同社や子会社（主にリプリーズ・レコード）所属アーティストのシングル、B面曲、アルバム未収録曲など多様な楽曲を収録し、アーティストの通常アルバムへの関心を喚起する狙いがあった。各2枚組は2ドルで販売され、通常のアルバムより大幅に安価だった。
最初の作品は『The 1969 Warner/Reprise Songbook』で、ミリアム・マケバからマザーズ・オブ・インヴェンションまで幅広いアーティストが収録されている。最後の作品は1980年のパンク・ロック／ニュー・ウェイヴ系『Troublemakers』であった。

### ビデオテープ
1979年、アメリカの実業家アール・マンツは、顧客をショールームに引き込むため、ブランクテープやVCRをロスリーダーとして販売し、自作の高利益ワイドスクリーンテレビを販売した。この手法は1980年代初頭まで成功を収めた。

### 自動車
1959年発売時、ブリティッシュ・モーター・コーポレーションのミニは基本モデルを税金込み£496で販売し、1台あたり約£30の損失が出ると推定された。しかし、この価格は当時の競合フォード・アングリアより大幅に低く、ミニは安価かつ競争力の高い車として注目を集めた。

### 生鮮食品
スーパーマーケットは、バナナや牛乳などの食品を原価以下で販売し、顧客を店内に引き込む。この商品は店の入口から遠くに配置されることが多い。コストコは1985年以来ホットドッグとソーダのセットを1.50ドルで提供しており、集客の目玉となっている。
英国では、テスコやアズダなどが、クリスマスの野菜価格を大幅に下げるロスリーダー戦略を展開している。

### 紙おむつ
玩具店やオンライン小売業者は、紙おむつをロスリーダーとして販売し、親を店舗に誘導している。

### ゲーム機
家庭用ゲーム機（Xbox 360/PlayStation 3、Xbox One/PlayStation 4、Xbox Series X/S/PlayStation 5など）は、発売当初はロスリーダーとして販売されることが多い。メーカーはゲームソフトや周辺機器販売で利益を得る。

### プリンター
プリンターは原価またはそれ以下で販売されることが多い。消耗品である純正インクカートリッジの購入によって収益を確保する。